# Танбур
Танбур — таджицький та узбецький народний струнний щипковий інструмент, подібний до лютні, з дерев'яним грушоподібним корпусом, декою, 16–19-ма основними та 4–7-ма додатковими ладами та 3-ма металевими струнами (1 — мелодичною та 2 — бурдонними). Звукоряд — діатонічний. Звук видобувають плектром. Танбур застосовують як сольний та ансамблевий інструмент.